# 莫迪利亚纳
莫迪利亚纳是意大利艾米利亚-罗马涅大区弗利-切塞纳省的一个镇，面积101.2平方公里，人口4,795人（2004年）。